# Schlicker Seespitze
Schlicker Seespitze és, amb una alçada de 2.804 msnm, la muntanya més alta de les Kalkkögel, als Alps de l'Stubai (Tirol, Àustria), i també el principal cim al sud-oest del massís.